# Alexandre Papilian
Alexandre Papilian, né le 27 mars 1947 à Paris et mort le 23 mars 2023 à Limoges, est un écrivain et journaliste français d'origine roumaine.

## Biographie
Né à Paris en 1947, dans une famille de médecins d’origine roumaine, il grandit en Roumanie (ses parents sont rentrés au pays l'année suivant sa naissance). Il y obtient une maîtrise en sciences économiques. Parrainé par Marin Preda, important écrivain roumain libéral de l’époque, il publie son premier roman Dihorul en 1970.
En 1972, il entre en politique en tant que leader de la Jeunesse Communiste de l’Union des Écrivains de Roumanie. Il entreprend plusieurs voyages dans les pays socialistes : à Berlin-Est, en 1973, en Corée du Nord, en 1974, à côté de Zoia Ceaușescu, la fille plus ou moins rebelle du président roumain. Il prend la mesure des méfaits de la société soviéto-communiste et entre progressivement en conflit avec les autorités.
En 1976, il démissionne de son poste de journaliste à la télévision roumaine et se retire à la résidence d’écriture de Mogoșoaia, près de Bucarest. Il publie O seară de noiembrie, Făpturi neînsemnate.
En 1981, il publie deux volumes qui connaissent un grand succès de public. Pricini de iubire et Micelii. Il trompe la censure, qui ne remarque pas le moment où, dans ce dernier roman, l’auteur parle de la grande grève des mineurs de la vallée de Jiu, qui a sérieusement ébranlé le pouvoir en 1977. Le livre est arrêté juste avant l’envoi des 30 000 exemplaires vers les librairies. On fait arracher la page incriminée, et l’auteur doit écrire autre chose à la place. Pourtant, 1 500 exemplaires du premier tirage s’évanouissent dans la nature. La Radio Free Europe s’empare de l’affaire. L’auteur est considéré comme incontrôlable.
En 1983, il publie, après une longue lutte avec la censure, Capricii, livre qui, précédé par la rumeur de sa possible interdiction, connaît un grand succès auprès du public et de la presse.
En 1984 l’auteur regagne la France, où il demande et reçoit l’asile politique.
Entre 1985-2010, il travaille à Radio France internationale. En tant que chef du service roumain de RFI, il fonde Radio Delta, la filiale de RFI à Bucarest. Prenant appui sur cette filiale et sur le service roumain de RFI, basé à Paris, il fonde une nouvelle structure, une radio interactive, bilingue et biculturelle franco-roumaine, portant aujourd'hui le nom de RFI Roumanie. Il publie Le Fardeau, Des mouches sous un verre, Le bien que je n’ai pas fait, Bagatelles cueillies et inventées dans un club de bridge limousin par un Roumain d'origine divine.
En 1996, il est nommé chevalier dans l’Ordre des Arts et des Lettres.
Installé dans le Limousin, il y est également engagé politiquement. À l'occasion des élections municipales de 2014, il est porte-parole de la liste du Rassemblement bleu Marine à Limoges. Le 30 mars 2014, il est élu conseiller municipal de Limoges, et préside dans un premier temps la commission « Aides aux associations ». En avril 2016, il se sépare du FN. Il quitte autant le bureau de l'organisation départementale que le groupe FN du conseil municipal et la présidence de la Commission « Aides aux associations ». Il reste membre du conseil municipal de Limoges, sous l'étiquette indépendant-divers droite.

## Livres
- Dihorul [Le Putois], roman, Cartea Românească, Bucarest, 1970 (première édition) ; Éd. Universalia, Bucarest, 1999 (deuxième édition)
- O seară de noiembrie [Un soir de novembre], nouvelles, Cartea Românească, Bucarest, 1976.
- Făpturi neînsemnate [Créatures insignifiantes], histoires courtes, Cartea Românească, Bucarest, 1978.
- Pricini de iubire [Raisons d’amour], nouvelles, Albatros, Bucarest, 1981.
- Micelii [Mycéliums], roman, Cartea Românească, Bucarest, 1981.
- Capricii [Caprices], roman, Albatros, Bucarest, 1983.
- Le Fardeau, roman, Éd. Albin Michel (Grandes traductions), Paris, 1989, paru en roumain sous le titre Ex, Fundația Culturală, Bucarest, 1993
- Des mouches sous un verre, roman, Éd. Albin Michel (Grandes traductions), Paris, 1990, paru en allemand sous le titre Fliegen untern Glas, DIPA Verlag, Franckfurt, 1992, paru en roumain sous le titre Paharul cu muste, Éd. Gramar, Bucarest, 1997
- Le bien que je n’ai pas fait, récit, Éd. Le bruit des autres, Limoges, 2002
- Bagatelles cueillies et inventées dans un club de bridge limousin par un Roumain d'origine divine, nouvelles, Amazon 2018
- Parents et enfants, nouvelles, Amazon 2018
- Œuf de fou (pseudo-satyricon), Amazon 2018
- Quatre folies nécessaires et obligatoire, Fantaisie Amazon 2019
- Dans la queue de l'éléphant, Théâtre Amazon 2019